# 3275 Oberndorfer
A 3275 Oberndorfer (ideiglenes jelöléssel 1982 HE1) a Naprendszer kisbolygóövében található aszteroida. Edward L. G. Bowell fedezte fel 1982. április 25-én.